# Ivan Ćurjurić
Ivan Ćurjurić (Zadar, Croacia, 29 de septiembre de 1989) es un futbolista croata. Juega de mediocampista y su equipo actual es el Nea Salamis Famagusta de la Primera División de Chipre.

## Clubes
| Club                  | País    | Año           | PJ | Goles |
| --------------------- | ------- | ------------- | -- | ----- |
| NK Zadar              | Croacia | 2009 - 2013   | 75 | 9     |
| NK Zagreb             | Croacia | 2013          | 10 | 1     |
| Nea Salamis Famagusta | Chipre  | 2014          | 30 | 3     |
| Lamia FC              | Grecia  | 2014-2015     | 1  | 0     |
| Ayia Napa FC          | Chipre  | 2015          | 15 | 3     |
| Nea Salamis Famagusta | Chipre  | 2016-presente | 55 | 7     |